# Euploea duplex
Euploea duplex är en fjärilsart som beskrevs av Gustaaf Hulstaert 1931. Euploea duplex ingår i släktet Euploea och familjen praktfjärilar. Inga underarter finns listade i Catalogue of Life.